# Kstinino (obwód kirowski)
Kstinino (ros. Кстинино) – wieś (sieło) w Rosji, w obwodzie kirowskim, w rejonie kirowo-czepieckim. W 2010 liczyła 1029 mieszkańców.